# Geše Rabten

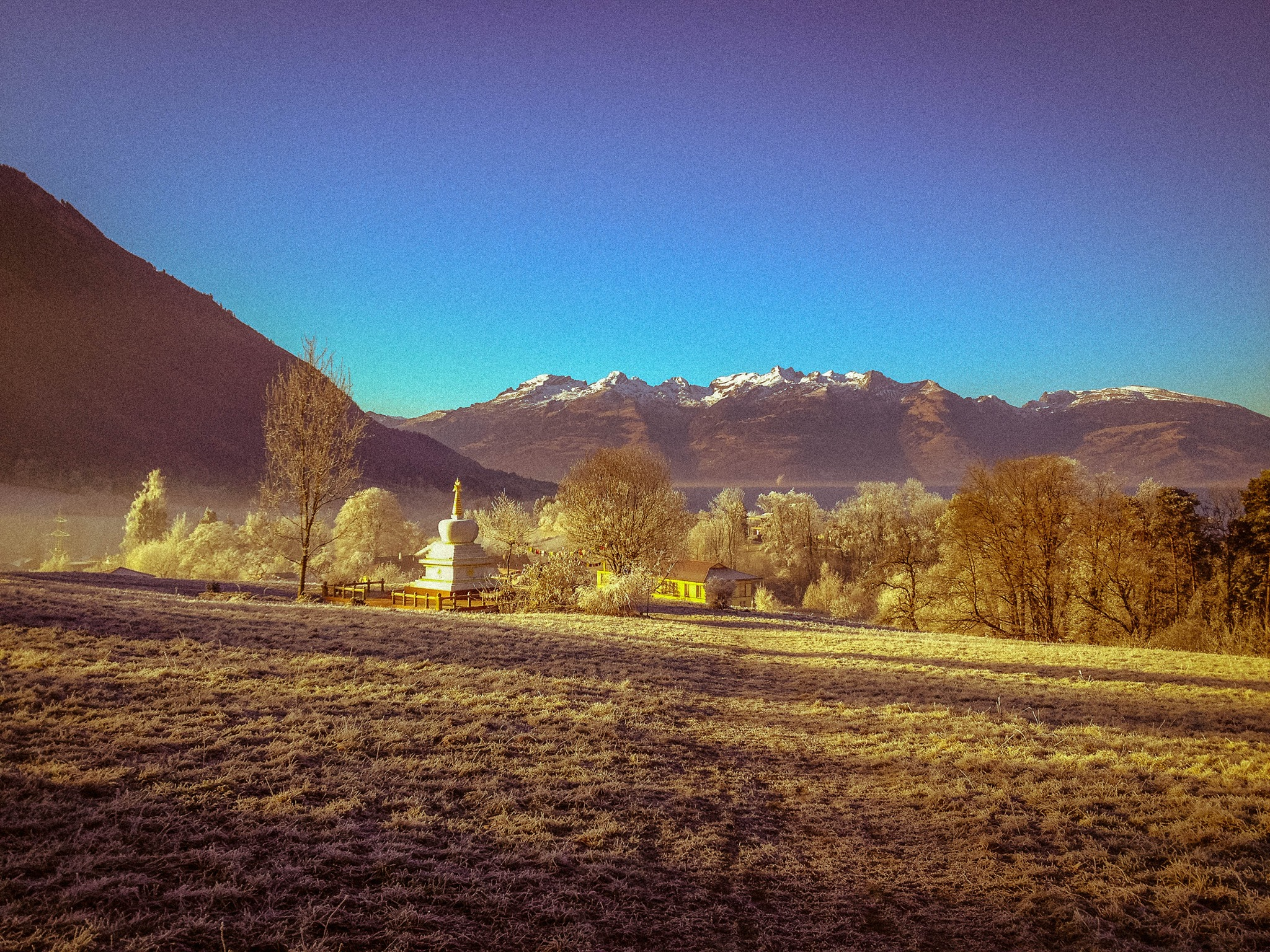
Roku 1987 byla na památku Geše Rabten Rinpočeho postavena Stúpa v Letze

Geše Rabten (1920 Tibet – 1986 Švýcarsko) byl prvním tibetským buddhistickým mistrem na Západě, který uvedl kompletní Vinaja tradici a studium pěti důležitých témat buddhismu. Proto se stal průkopníkem úplného a uceleného učení buddhismu na Západě. Dalajlama jej požádal, aby v Indii a v Evropě učil buddhismus žáky ze Západu; v souladu s tímto přáním se Geše v r. 1974 odebral do Švýcarska, kde žil a učil až do své smrti v r. 1986. Geše Rabten při nesčetných příležitostech předával učení o nejrůznějších tématech Dharmy, učení schopná podněcovat proměnu a vnášet světlo do myslí naslouchajících.

## Životopis
Geše Rabten Rinpoče se narodil v oblasti Targje ve vesničce Nekhar ve východním Tibetu. Jeho otec se jmenoval Sönam Dodže a maminka Akar Drölma. Narodilo se jim pět dětí, nejmladší děťátko umřelo těsně po porodu. Nejstarší byl chlapec, jmenoval se Čampa Ceten, druhý nejstarší byl Ctihodný Rabten Rinpoče, po něm následovala jeho sestra, Ani Cültrim Drölma, a pak nejmladší syn Tadrin Cering, známý pod přezdívkou Buga, později Gen Buga.
Když mu bylo osmnáct, Geše Rabten se vydal na tří měsíční cestu. Opustil svůj rodný kraj Kham ve východní provincii Tibetu a vydal se do Lhasy v centrálním Tibetu, kde se v klášterní univerzitě Sera stal mnichem. Když studoval a meditoval, procházel neuvěřitelnými těžkostmi, z toho důvodu ho učitelé a spolužáci přezdívali „Milarepa“. Pod vedením svých učitelů, jedním z nichž byl kupříkladu nejctihodnější Geše Čampa Khedrup, si studiem, kontemplací a meditací zcela osvojil úplné učení Dharmy, jež je shrnuto do tří vozů a čtyř tříd tanter. V klášteře i mimo něj se těšil pověsti zapáleného studenta, debatéra, nad nímž nebylo lze zvítězit, hluboce věřícího praktikujícího a nepřekonatelného učitele. Díky jeho jasnému a důkladnému způsobu logického debatování, ho lidé přirovnávali k Dharmakirtimu. Asi po dvacetiletém studiu absolvoval před mnichy ze tří velkých klášterů zkoušku Geše. Poté mu byla přidělena nejvyšší hodnost – Geše Lharampa. Je to nejvyšší čest, která se uděluje zkoušejícími a Jeho Svatostí Dalajlámou. Po čínské okupaci odešel r. 1959 do exilu.

Nejen jeho žáci, ale také velicí mistři naší doby, jako například Jeho Svatost Dalajlama a jeho dva vynikající učitelé, rozpoznali a vážili si jeho mimořádných kvalit. Zejména mladší učitel Jeho Svatosti, Kjabdže Thričang Dordžečhang, jej považoval za jednoho ze svých nejbližších duchovních synů a Geše Rinpoče sám také považoval právě tohoto mistra za svého hlavního gurua a duchovního otce, jenž představoval vtělení všech Buddhů. V roce 1964 vybral Jeho Svatost Dalajlama mezi stovkami učenců užívajících titulu Geše právě Geše Rabten Rinpočeho a ctihodného Lati Rinpočeho, aby se stali jeho novými Cenšab, tedy filozofickými asistenty. 

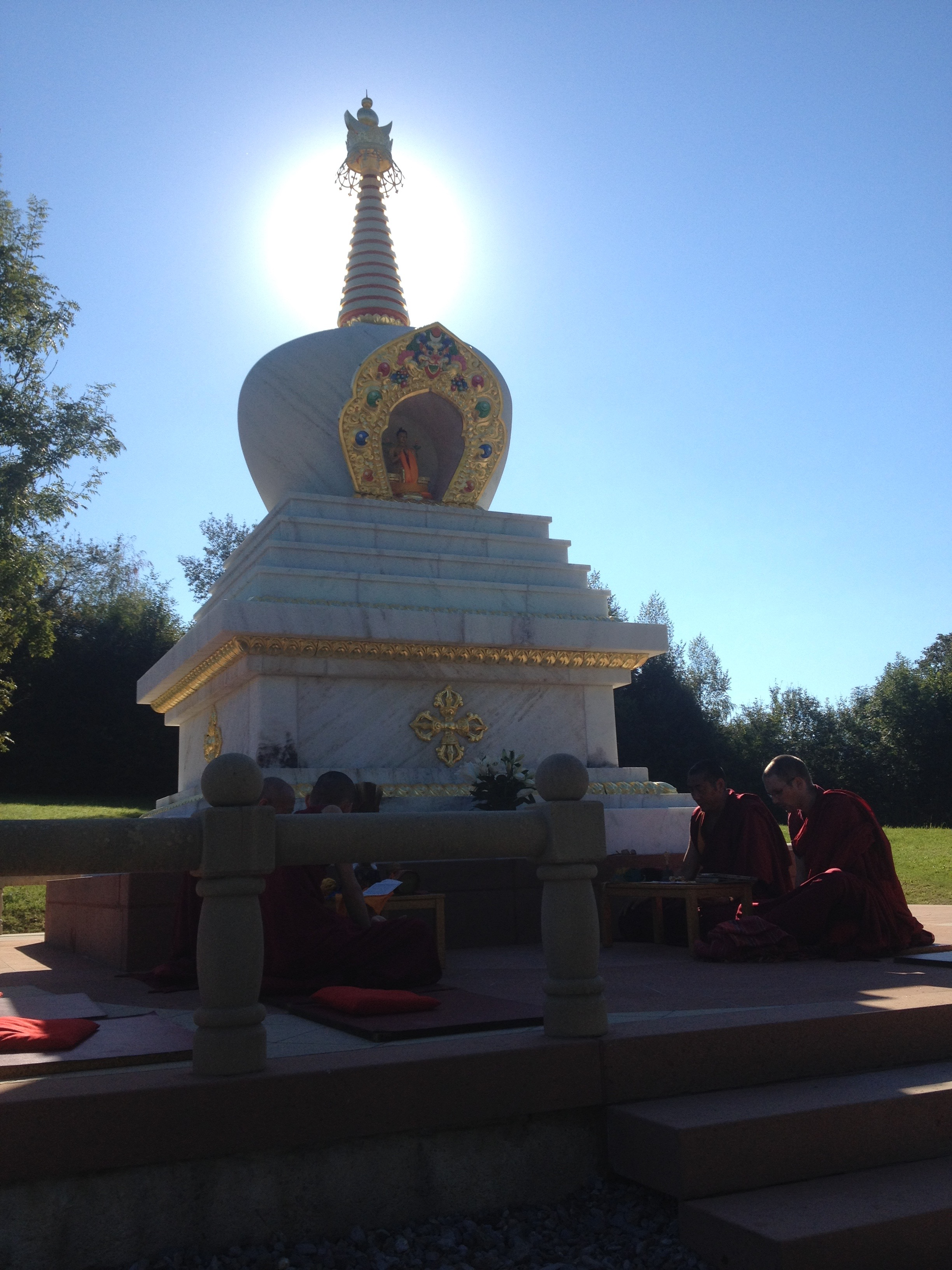
Stúpa v Letze

V roce 1969 Dalajláma poslal první západní studenty ke Geše Rinpočemu a později, když se počet studentů zvýšil, požádal Gešelu, aby se stal opatem Tibetského klášterního institutu v Rikonu ve Švýcarsku a naplňoval duchovní potřeby lidí ze Západu, stejně jako v Evropě žijících Tibeťanů. V té době měl Gešela několik důvodů, proč by raději býval zůstal v Indii – ve velkých klášterních univerzitách měl mnoho tibetských studentů a jeho hlavní mistr Kjabdže Thričang Dordžečhang již dosahoval vysokého věku. Gešela byl také člověk, který neměl žádný zájem o pohodlí a peníze Západu. Jen ve chvíli, kdy jeho mistr poukázal na to, že jeho učení by bylo obrovským požehnáním pro lidi ze Západu, Gešela souhlasil odejít. Tak tedy v roce 1969, v souladu s přáním Jeho Svatosti Dalajlamy, začal Geše Rinpoče v Dharamsale učit lidi ze Západu. A později, v roce 1974 na základě pozvání paní Anne Ansermet (dcera Ernesta Ansermeta) a mnoha další žáků poprvé zavítal do Evropy. V mnoha zemích předal učení, a takto v této části světa otevřel velikou bránu Dharmy. Rostoucí počet lidí s vážným zájmem o důkladné studium a cvičení buddhismu jej nakonec přiměl k tomu, že v Mont Pelèrinu ve Švýcarsku založil Centrum pro vyšší tibetská studia Tharpa Čoeling (jež bylo později, na památku Geše Rinpočeho, přejmenováno na Rabten Čoeling), Taši Rabten ve Felkirchu v Rakousku, Tibetské centrum Čangčub Čoeling v německém Hamburku, Phuntsok Rabten Association v Mnichově a Ghe Phel Ling v italském Miláně. Tyto kláštery a centra přitahovaly a nepřestávají přitahovat lidi usilující o autentická a vážná studia Dharmy. I to je důsledek jeho nepřetržitého a neúnavného otáčení kolem Dharmy, jež pokračovalo až do konce jeho života a mělo jediný cíl – sloužit učení Buddhy a cítícím bytostem. Z těchto důvodů je jistě na místě, když řekneme, že Geše Rinpoče byl hlavním zakladatelem čisté a úplné Buddhovy Dharmy v Evropě.
Gešela zemřel v roce 1986. Rok poté byla na jeho památku postavena Stúpa v Letze.
Mnoho mistrů, kteří jsou dnes na Západě známi, byli Gešeho studenti, zejména: Gonsar Rinpoče, Šerpa Rinpoče, Tomthog Rinpoče, Zopa Rinpoče, Lama Yeše, Geše Penpa, Geše Tenzin Gonpo, Geše Thupten Ngawang, Geše Thubten Trinley.
Jakýkoliv aspekt Buddhova učení v podání Geše Rinpočeho byl předán, pro mnohé vynikal nesrovnatelnou jasností. A nesejde na tom, jestli to byli posluchači ze Západu nebo z Východu. Výjimečným způsobem dokázal přiblížit posluchačům esenci Dharmy.

## Dílo
- Geše Rabten: Pokladnice Dharmy (2016) ISBN 978-2-88925-060-8 překlad: Jiří Bílek
- Geše Rabten: Meditace pro život (2019) ISBN 978-2-88925-063-9 překlad: Jiří Bílek
- Geše Rabten: Mysl a její funkce (2019) ISBN 978-2-88925-064-6 překlad: Jiří Bílek

- Rabten, Geshe. The preliminary practices : [an oral teaching]. [s.l.]: Library of Tibetan Works & Archives, 1974. Dostupné online.
- Rabten, Geshe; GRABIA, BRIAN. Treasury of dharma : a Tibetan Buddhist meditation course. [s.l.]: Tharpa, 1988. ISBN 978-0-948006-04-3.
- Rabten, Geshe; BATCHELOR, STEPHEN. Echoes of voidness. [s.l.]: Wisdom, 1983. ISBN 978-0-86171-010-2.
- Rabten Geshé. Song of the profound view. [s.l.]: Wisdom Publications, 1989. ISBN 978-0-86171-086-7.
- Rabten, Geshe; NGAWANG DHARGYEY, 1925-; BERESFORD, BRIAN, 1948-; GONSAR TULKU; SHERPA TULKU. Advice from a spiritual friend : Buddhist thought transformation. Rev.. vyd. [s.l.]: Wisdom, 1984. ISBN 978-0-86171-017-1.
- Rabten, Geshe; GRABIA, BRIAN; RINPOCHE, GONSAR. Treasury of dharma. New. vyd. [s.l.]: Edition Rabten, 1997. ISBN 978-3-905497-10-6.
- Rabten, Geshe; WILLSON, MARTIN, 1946-; YE-ŚES-BRTSON-ʾGRUS. LAM RIM BDUD RTSI SÑIṄ PO. 1984. The essential nectar : meditations on the Buddhist path : an explanation of the Lam rim text of Yeshe Tsöndrü entitled The Essential nectar of the holy doctrine, and the text itself. [s.l.]: Wisdom Publications, 1984. ISBN 978-0-86171-013-3.
- Rabten, Geshe; BATCHELOR, STEPHEN. The mind and its functions. 2nd rev.. vyd. [s.l.]: Edition Rabten, 2008. ISBN 978-3-905497-46-5.